# Бейм Соломон Абрамович
Соломо́н Абра́мович Бейм (дав.-євр. שלמה בן אברהם ביים‎ Шеломо бен Авраам Бейм; 1819, Чуфут-Кале — 1867, Санкт-Петербург) — виконувач обов'язків Таврійського і Одеського гахама (1855—1857), старший газзан і вчитель в Чуфут-Кале (1841—1853), старший газзан в Одесі (1860—1867). Був видатним проповідником, відрізнявся добротою і терпимістю, один з небагатьох караїмських вчених, платив данину вимогам часу, намагаючись полегшити своїм одновірцям тягар обтяжуючих законів, чим озброював проти себе фанатиків.

## Біографія
Народився в сім'ї купця-банкрута. Його батько, Авраам Бейм, спочатку був багатим комерсантом в Одесі, але збіднів і зробився газаном місцевих караїмів. Він дружньо ставився до раввіністів і надавав у їх розпорядження свою багату рідкісними рукописами бібліотеку. Пінскер докладно описує древній рукописний збірник караїмських молитов, отриманий ним від вдови Бейма. Готлобер знайомством з караїмською літературою був також зобов'язаний книгам, які йому надавав Авраам Бейм.
Отримавши гарну світську і духовну освіту в Одесі, опанував бухгалтерську справу і давньо-біблійну, караїмську, російську, німецьку та французьку мови. Соломон був учнем Мордехая Султанського.
Бейм переїхав в Бахчисарай на запрошення караїмської громади, де з 1841 року обіймав посаду караїмського вчителя. За 20-річне перебування Бейма в Бахчисараї та Чуфут-Кале побувало більше сотні почесних гостей. З 1842 року він був старшим газзаном караїмської кенаси в Чуфут-Кале, а в 1843 році обраний і старшим газзаном бахчисарайської кенаси. За три роки, у 1846, він знову був затверджений старшим газзаном бахчисарайської кенаси (Указ Таврійського губернського правління від 9 жовтня 1846).
В Криму утримував училище для караїмських дітей, засноване у 1843, в якому навчав не тільки єврейським, а й загальноосвітнім предметам — явище досі небувале серед караїмських вчителів. Це було єдине караїмське училище з викладанням російської мови. У 1850 році педагогічною радою сімферопольської чоловічої гімназії Бейм був атестований як вчитель російської мови та арифметики, які він викладав з 1842 по 1852 роки. 1 квітня 1852 Бейм був призначений наглядачем перетвореного училища і вчителем караїмської мови та віровчення. Оскільки частина нової будівлі згоріла, Бейм домігся дозволу відкрити училище в своєму будинку.
Після відкриття училища Бейм заручився з Євою Азар'євич, а потім отримав дозвіл на вступ у шлюб. Після смерті батька він зайняв його місце в Одесі.
З 1855 по 1857 роки Соломон Бейм виконував обов'язки Гахама, так як за караїмським Статутом обов'язки Гахама до проведення чергових виборів покладалися на старшого Газзана Бахчисарайської кенаси. Співпрацював з Авраамом Фірковичем. Як і батько його, і він дружньо ставився до раввіністів, про що може свідчити його лист, розміщений в газеті «Гамеліц» за 1861, № 17. Крім того, у пресі з'явилося його поетичне звернення до Мордехая Султанського, прикладене до твору Султанського «Йосип Даат» (Євпаторія, 1858). Російською Бейм надрукував статтю про караїмів у «Новоросійському календарі» (1859), проповідь з нагоди відкриття пам'ятника графу Воронцову в Одесі і невелику брошуру під назвою «Память ο Чуфут-кале» (Одеса, 1862), і якій повторює фантазії Фірковіча ο давнині караїмізму в Криму.
У 1866 році Бейм, за пропозицією імператорського Географічного товариства, виготовив 12 дерев'яних зображень караїмських типів старого покоління в оригінальних костюмах і особисто привіз їх до Петербурзького музею. Але в Петербурзі він захворів і помер у 1867 році.

## Нагороди
25 вересня 1845 В. І. Пестель вручив С. А. Бейму золотий годинник на знак вдячності від імені Костянтина Миколайовича, який виявляв постійну турботу що до створення училища. У січні 1846 року Соломон Бейм був нагороджений срібною медаллю «За старанність» на Анненській стрічці для носіння на шиї, але нагорода дійшла до нього тільки в січні 1849.
Після того, як на ім'я Таврійського цивільного губернатора B. І. Пестеля було направлено ряд листів від імені директора училищ Таврійської губернії, від імені Бахчисарайського поліцмейстера підполковника Большакова, Таврійського і Одеського караїмського Гахама С. Бобовича з проханням про подання до нагороди вчителя караїмського училища Соломона Бейма, йому були вручені нагороди. Листи були направлені. Скрізь відзначалася хороша робота Соломона Бейма.
До Кримської війни у травні 1854 за рекомендацією генерала-лейтенанта В. І. Пестеля, Соломон Бейм особисто їздив Таврійською губернією для збору секретних відомостей на випадок початку війни і для створення мережі шпигунів і доносив відомості гахаму Бобовичу. Бейм неодноразово доставляв цінні відомості в прифронтовій смузі в Головний штаб Південної армії, що розташовувався на Інкерманських висотах. У травні 1855 Соломону Бейму було доручено піклуватися прокладанням нової дороги до Чуфут-Кале.
Участь караїмів у війні було відзначено військовим керівництвом російської армії. У своєму рапорті головнокомандувачу М. Д. Горчакову генерал Остен-Сакен доповідав, що «… Кримські караїми проявили в цю війну дуже багато ретельності і самовідданості, а головний караїмський газзан Бейм, чудовий розумом і освітою, постійно дає напрямок караїмам і вкорінює в них любов до Батьківщини». 7 листопада 1855 від командира піхотного корпусу генерал-ад'юнкта графа Остен-Сакена знову надійшов рапорт Головнокомандувачу князю Горчакову, де вказувалося, що «… Караїми, що не мають нічого спільного з євреями, прекрасно характеризуються і представляються до нагороди. Особливо відрізняється головний з них С. Бейм». 12 квітня 1856 був нагороджений Срібною медаллю «За участь в обороні Севастополя», а пізніше отримав і бронзову медаль «В пам'ять війни 1853—1856».